# 15003 Midori
15003 Midori eller 1997 XD är en asteroid i huvudbältet som upptäcktes den 5 december 1997 av den japanska astronomen Takao Kobayashi vid Ōizumi-observatoriet. Den är uppkallad efter den japanska violinisten Midori Gotō.
Asteroiden har en diameter på ungefär 10 kilometer och den tillhör asteroidgruppen Eos.